# Maurice Emmanuel
Maurice Emmanuel (Bar-sur-Aube, 2 mei 1862 - Parijs, 14 december 1938) was een Frans componist van klassieke muziek en musicoloog.

## Levensloop
Hij kreeg aan het Conservatoire de Paris les van onder meer Théodore Dubois (harmonie), Louis-Albert Bourgault-Ducoudray  (muziekgeschiedenis) en Léo Delibes (compositie). Zijn theorieën over de modale muziek, die hij later in zijn composities zou verwerken, vielen echter niet in goede aarde bij Delibes, die hem belette mee te dingen naar de Prix de Rome. Aan het Conservatoire leerde hij Claude Debussy kennen, die er ook studeerde.
Emmanuel studeerde ondertussen ook aan de Sorbonne, waar hij in 1886 een licentiaat behaalde in de letteren. In 1896 verdedigde hij er een doctoraatsthesis over l'Orchestique grecque en l'éducation du danseur grec. 
Hij was een aantal jaren leraar geschiedenis en in 1904-1907 kapelmeester van de basiliek van Sainte-Clotide, waar Charles Tournemire de organist-titularis was.
Van 1909 tot 1936 was hij hoogleraar in de muziekgeschiedenis aan het Conservatoire.

## Componist
Als componist creëerde Emmanuel een vrij bescheiden oeuvre dat weinig bekend werd. Het omvat werken voor piano, vocale muziek en kamermuziek; tot zijn orkestrale muziek behoren een Ouverture pour un conte gai (1890) en twee symfonieën.
Voor het muziektoneel schreef hij onder meer Pierrot-peintre (1886), "pantomime" op een libretto van Félix Régamey, en twee tragische opera's naar Aeschylus: Prométhée enchaîné (1916-18) naar Prometheus geboeid en Salamine, naar Perzen en opgevoerd in de Parijse Opéra in 1929.

## Musicoloog
Emmanuel schreef onder meer:
- Histoire de la langue musicale (1911)
- La danse grecque antique
- Traité de l'accompagnement modal des psaumes (1913)
- Etude sur Pelléas (1926) (over de opera Pelléas et Mélisande van Claude Debussy)

Hij  werkte ook mee aan de kritische uitgave van de werken van Rameau.